# Erica thomensis
Erica thomensis är en ljungväxtart som först beskrevs av Julio Augusto Henriques, och fick sitt nu gällande namn av L.J. Dorr och E.G.H. Oliver. Erica thomensis ingår i släktet klockljungssläktet, och familjen ljungväxter. Inga underarter finns listade i Catalogue of Life.